# Johann Christian Mauritz Laurent
Johann Christian Mauritz Laurent (* 29. Januar 1810 in Hamburg; † 4. Mai 1876 in Ahrensburg) war ein deutscher Lehrer und Bibliothekar.
Seine zweiten Vornamen werden auch anders geschrieben.

## Leben
Johann Christian Mauritz Laurent war ein Sohn von Johann Moritz Laurent aus Vaals. Der Bruder seiner Mutter Johanna Catharina war der Hamburger Senator Johann Georg Mönckeberg.
Mauritz besuchte die Gelehrtenschule des Johanneums. Ein Studium der klassischen Philologie an Universitäten in Bonn und Berlin beendete er 1833 mit der Promotion. Von 1834 bis 1860 unterrichtete er an seiner früheren Schule. Von 1835 bis 1862 arbeitete er auch als Sekretär an der Hamburger Stadtbibliothek. Danach zog er nach Neuendettelsau, wo sein Studienfreund Wilhelm Löhe lebte. An der von Löhe gegründeten Diakonie Neuendettelsau arbeitete er zu theologischen Schriften. Von 1862 bis 1872 wirkte er dort auch als Bibliothekar.
Später ging er zurück nach Norddeutschland, wo er im Mai 1876 verstarb.

## Werke
Laurent bearbeitete ein breites Themenfeld: Er übersetzte zahlreiche bedeutende Quellen für die Forschung zur norddeutschen und hamburgischen Geschichte. Diese erschienen in der Reihe „Die Geschichtschreiber der deutschen Vorzeit“ in deutscher Bearbeitung. Neuauflagen und Nachdrucke hiervon sind heute noch vorfügbar. In enger Kooperation mit Johann Martin Lappenberg übersetzte er dessen Beiträge für die Monumenta Germaniae Historica ins Deutsche. Sowohl Laurent als auch Lappenberg verfassten dabei stark nationalistisch gehaltene Einleitungen und Vorworte.
Darüber hinaus schrieb er zum Beispiel eine englische Grammatiklehre für den Schulgebrauch und zur Geschichte der Stadt Hamburg, deren Einwohnerzahlen im 16. Jahrhundert er kalkulierte.
Sein editorisches Hauptwerk erschien 1864 (2. Auflage 1873): Peregrinatores medii aevi quatuor: , die vier bedeutendsten mittelalterlichen Pilgerberichte von Burchardus de Monte Sion, Ricoldus de Monte Crucis, Odoricus de Foro Julii und Wilbrandus de Oldenborg.